# Gaio Ottavio Lampadione
Gaio Ottavio Lampadione (latino: Caius Octavius Lampadio; II secolo a.C.) è stato un filologo romano e uno dei discepoli romani di Cratete di Mallo.
Visse nel II secolo a.C.; approntò la prima "edizione critica" del Bellum Poenicum di Gneo Nevio, suddividendo l'opera, che prima si configurava come carmen continuum, in sette libri, secondo l'uso tipico della filologia alessandrina.